# Jensgård
Jensgård er en gammel gård, der frem til reformationen var ejet af Øm Kloster. Den nævnes første gang omkring år 1300, hvor den kaldes Inæs, i 1477 Ensgard, 1546 Ensgaard og fra 1664 kaldt Jensgaard. Gården ligger ca. 10 km nord for Juelsminde i Glud Sogn, Hedensted Kommune. Hovedbygningen er opført i 1753. Jensgård Gods er på 306 hektar.

## Ejere af Jensgård
- (1300-1536) Øm Kloster
- (1536-1573) Kronen
- (1573) Oluf Mouridsen Krognos
- (1573-1576) Pernille Oxe gift Rud
- (1576-1609) Johan Ottesen Rud
- (1609-1627) Knud Gyldenstierne
- (1627) Sophie Lindenov gift Gyldenstierne
- (1627-1666) Henrik von Rantzau
- (1666-1670) Christian Skeel
- (1670-1671) Anne Ramel gift Reedtz
- (1671-1676) Peder Reedtz
- (1676-1686) Jacob Arenfeldt
- (1686-1690) Jørgen Arenfeldt
- (1690-1700) Christian Nielsen Thonboe
- (1700-1708) Niels Christiansen Thonboe / Peder Christiansen Thonboe
- (1708-1710) Niels Christiansen Thonboe / Peder Christiansen Thonboe / Matthias Fogh
- (1710-1740) Matthias Fogh
- (1740-1743) Karen Marie Hofman gift Fogh
- (1743-1748) Thøger Matthiasen Hofman Fogh
- (1748-1754) Marie Margregthe Dreyer gift Glud
- (1754-1759) Hans Poulsen Glud / Jacob Poulsen Glud
- (1759-1793) Jacob Poulsen Glud
- (1793-1795) Marie Cathrine Juul gift Glud
- (1795-1830) Poul Jacobsen Glud
- (1830-1867) Jacob Anders Poulsen Glud
- (1867-1913) Poul Christian Jacobsen Glud
- (1913-1944) Poul Christian Gustavsen Glud
- (1944-1947) Poul Axel Poulsen Glud
- (1947-1948) Poul Axel Poulsen Gluds dødsbo
- (1948-1974) Mogens Christian Poulsen Glud
- (1974-1999) Enke Fru Ruth Glud
- (1999-2018) Niels Skou
- (2018- ) Jensgård ApS

## Naturfredning
Herregårdsalléen, stengærder og et mindre areal vest for Tønballe Skov blev frivilligt fredet i 1958.